# Club de Remo Vilaxoán
El Club de Remo Vilaxoán es un club deportivo gallego que ha disputado regatas en todas las categorías y modalidades de banco fijo, bateles, trainerillas y traineras desde su fundación en 1982. 

## Historia
El año de su fundación adquirieron un batel y una trainera, con los que participaron en las regatas gallegas durante los siguientes años. El equipo estuvo activo hasta 1991, pero a partir de ahí no tuvo actividad hasta su retorno en 1999. Debutó en la Liga Gallega de Traineras en el año 2008, y en 2017 compitió en la liga A.